# Лебединське (Маріупольський район)
Лебеди́нське — село Сартанської селищної громади Маріупольського району Донецької області України. Відстань до Новоазовська становить близько 29 км і проходить автошляхом E58.

## Історія
10 лютого 2015 року українські війська в ході контрнаступу вибили російсько-терористичні сили з Лебединського. 19 червня 2015-го на околицях Лебединського українськими силами було викрито та знешкоджено російсько-терористичну диверсійно-розвідувальну групу. 16 серпня в Лебединське намагалися вторгнутися терористи, атака відбита, з втратами у живій силі із боку нападників. 19 жовтня 2016-го один український військовослужбовець загинув та ще один зазнав поранень внаслідок артилерійського обстрілу терористами під Лебединським. 20 лютого 2017-го 7 військових зазнали травмувань внаслідок підриву вантажівки на невідомому вибуховому пристрої біля Лебединського.

## Населення
За даними перепису 2001 року населення села становило 718 осіб, із них 35,38 % зазначили рідною мову українську, 63,93 % — російську, 0,28 % — молдовську та 0,14 % — білоруську мову.

## Постаті
- Криль Антон Юрійович (1999—2022) — сержант Національної гвардії України, учасник російсько-української війни.
- Цимбал Богдан Олександрович (нар. 2000) — лейтенант Збройних сил України, учасник російсько-української війни, Герой України (2024).